# Georges Koulouris
Ne pas confondre avec l'acteur anglais George Coulouris (1903-1989).
Pour les articles homonymes, voir Koulouris.
Georges Koulouris est un acteur français, actif des années 1970 aux années 1980.

## Biographie
Georges Koulouris apparaît comme second rôle à l'écran dans quelques films français (son dernier étant Vivement dimanche ! de François Truffaut, sorti en 1983), séries (dont le feuilleton L'Hiver d'un gentilhomme de Yannick Andréi, diffusé en 1974) et téléfilms (dont Les Lavandes de Jean Prat, diffusé en 1976).
Il joue également au théâtre, notamment dans Le Malade imaginaire de Molière, à Marseille en 1978, mis en scène par Marcel Maréchal.

## Filmographie complète

### Cinéma
- 1973 : Une journée bien remplie de Jean-Louis Trintignant : un inspecteur
- 1977 : Ne me touchez pas… de Richard Guillon
- 1983 : Vivement dimanche ! de François Truffaut : le détective Lablache

### Télévision

#### Séries télévisées
- 1974 : L'Hiver d'un gentilhomme, feuilleton de Yannick Andréi : le contremaître Delmas
- 1980 : L'Aéropostale, courrier du ciel, mini-série de Gilles Grangier (épisode à préciser) : le commandant du Phocée

#### Téléfilms
- 1973 : Heureux Félix de Jean Dewever : le deuxième directeur
- 1973 : L'Étrange Histoire d'une aboyeuse d'Aldo Altit : un voisin
- 1976 : Les Lavandes de Jean Prat : le docteur Fabre
- 1979 : Fou comme François de Gérard Chouchan (diffusé dans le cadre de l'émission Cinéma 16) : l'infirmier
- 1979 : La Maison bleue de Robert Mazoyer : le troisième patron
- 1981 : Le Beau Monde de Michel Polac : un assureur
- 1981 : Nous te mari-e-rons de Jacques Fansten : le maire
- 1982 : La Vie de Galilée de Jacques Ordines (diffusé dans le cadre de l'émission consacrée au théâtre On sort ce soir)

## Théâtre (sélection)
(à la Criée de Marseille)
- 1976 : La Mort du président ou La Tragédie de Salvador Allende de Lazare Kobrynski, adaptation et mise en scène de Maurice Vinçon (Mini-Théâtre) : Alvarez senior
- 1976 : Falstafe, adaptation par Valère Novarina d’Henri IV de William Shakespeare, mise en scène de Marcel Maréchal (Théâtre du Gymnase)
- 1977 : Cripure de Louis Guilloux, d'après son roman Le Sang noir, mise en scène de Marcel Maréchal (Nouveau Théâtre National)
- 1978 : Le Malade imaginaire de Molière, mise en scène de Marcel Maréchal (Nouveau Théâtre national)
- 1980 : Opéra parlé de Jacques Audiberti, mise en scène de Marcel Maréchal (Nouveau Théâtre national)
- 1980 : Le Fleuve rouge de Pierre Laville, mise en scène de Marcel Maréchal (Nouveau Théâtre national)